# Música de James Bond
A franquia cinematográfica James Bond, produzida pela Eon Productions, possui inúmeras trilhas sonoras desenvolvidas ao longo dos anos, muitas das quais são consideradas composições clássicas da indústria do cinema. A mais conhecida composição musical para James Bond é o tema principal, "James Bond Theme", composta por Monty Norman para o filme Dr. No (1962).

## Eon Productions

### Canções-tema
O "James Bond Theme" é o tema principal de Dr. No, e têm figurado e todos os filmes do personagem em variadas versões. O tema também é usado nas famosas sequências de abertura de cada filme. O tema original foi composto por Monty Norman e gravado por John Barry & Orchestra em 1962. Durante os créditos de abertura de Dr. No, duas outras canções são executadas: um interlúdio de bongo e uma versão calypso de "Three Blind Mice", intitulada "Kingston Calypso". Devido a isto, Dr. No é o único filme da franquia a possuir dois temas de abertura. 
Os créditos de abertura de From Russia with Love são acompanhados por uma versão instrumental do tema principal, arranjada por John Barry e composta por Lionel Bart. O single lançado por John Barry alcançou a posição 39 no Reino Unido. No encerramento do filme, uma versão por Matt Monro é executada. A canção permaneceu por 13 semanas nas tabelas musicais britânicas, atingindo a vigésima posição.
Goldfinger foi a terceira trilha sonora composta por John Barry para a franquia, e desta vez, os vocais do tema principal foram compostos por Anthony Newley e Leslie Bricusse. A trilha sonora ficou em primeiro lugar na Billboard 200 e passou 70 semanas nas tabelas musicais. Também atingiu a 14ª posição na UK Albums Chart, e recebeu a primeira indicação ao Grammy, no caso de Melhor Trilha Sonora Original.
A cantora galesa Shirley Bassey foi a que mais gravou temas de filmes de James Bond, tendo sido a voz dos temas de Goldfinger, Diamonds Are Forever e Moonraker. Bassey também gravou sua versão de "Mr. Kiss Kiss Bang Bang" para a trilha sonora de Thunderball e "No Good About Goodbye" para a trilha sonora de Quantum of Solace.
| Filme                           | Ano  | Canção-tema                                                                   | Compositor(es)                                        | Performance                   |
| ------------------------------- | ---- | ----------------------------------------------------------------------------- | ----------------------------------------------------- | ----------------------------- |
| Dr. No                          | 1962 | "James Bond Theme"                                                            | Monty Norman                                          | John Barry & Orchestra        |
| Dr. No                          | 1962 | "Kingston Calypso"                                                            | Monty Norman                                          | Byron Lee and the Dragonaires |
| From Russia with Love           | 1963 | "Opening Titles: James Bond Is Back/ From Russia with Love/ James Bond Theme" | John Barry Lionel Bart Monty Norman                   | John Barry Matt Monro         |
| Goldfinger                      | 1964 | "Goldfinger"                                                                  | Leslie Bricusse Anthony Newley John Barry             | Shirley Bassey                |
| Thunderball                     | 1965 | "Thunderball"                                                                 | John Barry Don Black                                  | Tom Jones                     |
| You Only Live Twice             | 1967 | "You Only Live Twice"                                                         | Leslie Bricusse John Barry                            | Nancy Sinatra                 |
| On Her Majesty's Secret Service | 1969 | "On Her Majesty's Secret Service"                                             | John Barry Hal David                                  | The John Barry Orchestra      |
| On Her Majesty's Secret Service | 1969 | "We Have All the Time in the World"                                           | John Barry Hal David                                  | Louis Armstrong               |
| Diamonds Are Forever            | 1971 | "Diamonds Are Forever"                                                        | John Barry Don Black                                  | Shirley Bassey                |
| Live and Let Die                | 1973 | "Live and Let Die"                                                            | Paul McCartney Linda McCartney                        | Paul McCartney & Wings        |
| The Man with the Golden Gun     | 1974 | "The Man with the Golden Gun"                                                 | John Barry Don Black                                  | Lulu                          |
| The Spy Who Loved Me            | 1977 | "Nobody Does It Better"                                                       | Marvin Hamlisch Carole Bayer Sager                    | Carly Simon                   |
| Moonraker                       | 1979 | "Moonraker"                                                                   | John Barry Don Black                                  | Shirley Bassey                |
| For Your Eyes Only              | 1981 | "For Your Eyes Only"                                                          | Bill Conti Michael Leeson                             | Sheena Easton                 |
| Octopussy                       | 1983 | "All Time High"                                                               | John Barry Tim Rice Stephen Short                     | Rita Coolidge                 |
| A View to a Kill                | 1985 | "A View to a Kill"                                                            | John Barry Duran Duran                                | Duran Duran                   |
| The Living Daylights            | 1987 | "The Living Daylights"                                                        | John Barry Pål Waaktaar                               | A-ha                          |
| Licence to Kill                 | 1989 | "Licence to Kill"                                                             | Narada Michael Walden Jeffrey Cohen Walter Afanasieff | Gladys Knight                 |
| GoldenEye                       | 1995 | "GoldenEye"                                                                   | Bono The Edge                                         | Tina Turner                   |
| Tomorrow Never Dies             | 1997 | "Tomorrow Never Dies"                                                         | Sheryl Crow Mitchell Froom                            | Sheryl Crow                   |
| The World Is Not Enough         | 1999 | "The World Is Not Enough"                                                     | David Arnold Don Black                                | Garbage                       |
| Die Another Day                 | 2002 | "Die Another Day"                                                             | Madonna Mirwais Ahmadzaï                              | Madonna                       |
| Casino Royale                   | 2006 | "You Know My Name"                                                            | David Arnold Chris Cornell                            | Chris Cornell                 |
| Quantum of Solace               | 2008 | "Another Way to Die"                                                          | Jack White                                            | Jack White Alicia Keys        |
| Skyfall                         | 2012 | "Skyfall"                                                                     | Adele Paul Epworth                                    | Adele                         |
| SPECTRE                         | 2015 | "Writing's on the Wall"                                                       | Sam Smith Jimmy Napes                                 | Sam Smith                     |
| 007 - Sem Tempo para Morrer     | 2020 | "No Time to Die"                                                              | Billie Eilish FINNEAS                                 | Billie Eilish                 |

- Uma canção intitulada "Mr. Kiss Kiss Bang Bang", gravada por Shirley Bassey, foi originalmente prevista para integrar a trilha sonora de Thunderball. A canção foi regravada por Dionne Warwick, porém Albert Broccoli insistiu que a canção-tema deveria ter o mesmo título do respectivo filme e que os vocais não deveriam começar antes da exibição do título do filme. Uma nova canção foi composta e gravada por Tom Jones. No entanto, a melodia de "Mr. Kiss Kiss Bang Bang" foi mantida como parte da trilha sonora.

- As canções "All Time High" (de Octopussy), "You Know My Name" (de Casino Royale), "Another Way to Die" (de Quantum of Solace) e "Writing's on the Wall" (de SPECTRE) não possuem o mesmo título dos seus respectivos filmes. Sendo que a canção "Nobody Does It Better" contém o verso "the spy who loved me..." em sua letra.[2]

- "You Know My Name" foi a primeira canção-tema a não figurar numa trilha sonora oficial de James Bond; "Skyfall" repetiu o feito em 2012;[3] e "Writing's on the Wall", em 2015.

### Canções secundárias
Alguns filmes da franquia James Bond possuem uma ou mais canções adicionais em sua trilha sonora. Algumas destas composições, como "We Have All the Time in the World", de Louis Armstrong, ganharam notoriedade assemelhando-se à respectiva canção-tema, enquanto outras permaneceram ligadas ao filme em questão.
| Filme                           | Canção                                                                           | Performance                                               |
| ------------------------------- | -------------------------------------------------------------------------------- | --------------------------------------------------------- |
| Dr. No                          | "Jump Up" "Underneath the Mango Tree"                                            | Byron Lee and the Dragonaires Monty Norman Diana Coupland |
| From Russia with Love           | "From Russia With Love" (End Credits)                                            | Matt Monro                                                |
| Thunderball                     | "Mr. Kiss Kiss Bang Bang"                                                        | Dionne Warwick                                            |
| On Her Majesty's Secret Service | "We Have All the Time in the World" "Do You Know How Christmas Trees Are Grown?" | Louis Armstrong Nina                                      |
| For Your Eyes Only              | "Make It Last All Night"                                                         | Rage                                                      |
| A View to a Kill                | "California Gold"                                                                | Gidea Park                                                |
| The Living Daylights            | "Where Has Everybody Gone?" "If There Was a Man"                                 | The Pretenders                                            |
| Licence to Kill                 | "If You Asked Me To" "Wedding Party" "Dirty Love"                                | Patti LaBelle Ivory Tim Feehan                            |
| GoldenEye                       | "The Experience of Love" "Searching for the Golden Eye" "James Bond Theme"       | Éric Serra Motiv8 / Kym Mazelle Starr Parodi / Jeff Fair  |
| Tomorrow Never Dies             | "Surrender" "James Bond Theme"                                                   | k.d. lang Moby                                            |
| The World Is Not Enough         | "Only Myself to Blame" "James Bond Theme" "Sweetest Coma Again"                  | Scott Walker David Arnold Luna Sea                        |
| Die Another Day                 | "London Calling" "James Bond Theme (Bond vs. Oakenfold)"                         | The Clash Paul Oakenfold                                  |